# Ямагумо (1938)
Ямагумо (Yamagumo, яп. 山雲) — ескадрений міноносець Імперського флоту Японії, який брав участь у Другій світовій війні.
Корабель, який став шостим серед есмінців типу «Асасіо», спорудили у 1938 році на верфі Fujinagata в Осаці.
На момент вступу Японії до Другої світової війни «Ямагумо» належав до 9-ї дивізії ескадрених міноносців, яка 29 листопада 1941-го прибула з Японії до Мако (важлива база ВМФ на Пескадорських островах у південній частині Тайванської протоки). 7 грудня есмінець вийшов у море в межах операції з оволодіння островами Батанес у Лусонській протоці, де збирались облаштувати передову авіабазу для підтримки вторгнення головних сил. «Ямагумо» був найбільшим бойовим кораблем у загоні, який 8 грудня, в перший же день бойових дій (Перл-Гарбор та Філіппіни лежать по різні сторони лінії зміни дат, тому за місцевим часом на останніх вже настало 8 число) висадив десант на острові Батан.
Починаючи з 22 грудня 1941-го, «Ямагумо» приєднався до сил вторгнення до затоки Лінгайєн (північно-західне узбережжя півострова Лусон), де в ніч проти 24 грудня висадили головні сили армії вторгнення. Разом з мінним загороджувачем «Вакатака» він прикривав 3-й транспортний загін, що включав 21 транспорт та рухався з Кіруну (наразі Цзілун на Тайвані).
31 грудня 1941-го на вході до затоки Лінгайєн «Ямагумо» підірвався на міні японського ж загородження, зазнав важких пошкоджень і втратив хід. Втім, він утримався на воді та був поставлений поряд з ремонтним судном «Ямабіко-Мару», яке узялось за аварійно-відновлювальні роботи. Лише 5—9 лютого 1942-го «Ямагумо» змогли перемістити на буксирі до Гонконгу, де есмінцю змогли повернути змогу пересуватись самостійно, так що 1—6 квітня він зміг пройти до Йокосуки для повноцінного відновлення. Останнє зайняло майже п'ять місяців і завершилось лише 30 вересня.
З жовтня 1942 по серпень 1943 «Ямагумо» ніс патрульно-ескортну службу в районі Йокосуки, здійснивши при цьому лише один повноцінний дальній рейс, коли у грудні 1942-го есмінець супроводив конвой №1 Го до Сайпану (Маріанські острови). 8 лютого 1943-го «Ямагумо» вирушив у другий дальній рейс, маючи завдання ескортувати судно «Тацута-Мару» на атол Трук (головна база японського ВМФ у Океанії, розташована у центральній частині Каролінських островів), втім, невдовзі після виходу транспорт був торпедований і затонув, що призвело до скасування місії. Також серед завдань була зустріч гігантського танкера «Тонан-Мару №2», який був пошкоджений атакою підводного човна і йшов на буксирі з Меланезії. 27 грудня «Ямагумо» перебрав на себе охорону, а 30 грудня танкер довели до Йокогами.
У середині вересня 1943-го «Ямагумо» пройшов до Шанхаю, звідки вийшов 24 вересня разом зі ще двома есмінцями для супроводу конвою «Тей № 2 Го» (в межах операції «Тей Го» японське командування організувало доставку за Азії значних військових контингентів для підсилення ряду гарнізонів Океанії). Загін пройшов через Трук та 5 жовтня досягнув Рабаула (головна передова база японців у архіпелазі Бісмарка, з якої провадились операції на Соломонових островах та сході Нової Гвінеї). 9 жовтня «Ямагумо» прибув на Трук, а 11—18 жовтня супроводив до Шанхаю 2 легкі крейсери та 2 транспорти, які прямували за наступним контингентом. 21—28 жовтня цей же загін пройшов з Шанхаю на Трук як другий ешелон конвою «Тей № 4 Го». 3 листопада «Ямагумо» вийшов з Труку, щоб супроводити «Тей № 4 Го» до Рабаула, проте 5 листопада через атаки авіації загін повернув назад та за дві доби прибув на Трук. Нарешті, 9—12 листопада «Ямагумо» та ще два есмінці успішно провели в Рабаул конвой №2102, два з трьох суден якого раніше вже намагались подолати цю ділянку у складі «Тей № 4 Го». 13—15 листопада 1943-го «Ямагумо» та інші есмінці з охорони конвою № 2102 пройшли з Рабаула на Трук, маючи на борту авіаперсонал 1-ї дивізії авіаносців (через кризову ситуацію японці неодноразово використовували з наземних баз авіакрила, навчені під корабельне базування).
18 листопада 1943-го «Ямагумо» та ще один есмінець вийшли з Труку, маючи завдання супроводити до Японії плавучу базу підводних човнів «Чогей» (за кілька діб до того полишила Рабаул через посилення авіаударів по цій передовій базі) та ще два кораблі. Вранці 1943-го з «Ямагумо» помітили американський підводний човен «Скалпін», який екстрено занурився. Есмінець атакував глибинними бомбами, котрі завдали певних пошкоджень обладнанню, так що субмарина на короткий момент повторно з'явилась на поверхні. «Ямагумо» знову скинув глибинні бомби й полював на підводний човен ще кілька годин, допоки через вичерпання запасів кисню останній не сплив на поверхню. Командир Sculpin спробував вступити у бій з «Ямагумо», проте вдале влучання снаряда в бойову рубку призвело до загибелі самого офіцера, вахти та обслуги гармати. Як наслідок, на Sculpin віддали наказ про полишення корабля. «Ямагумо» підібрав 41 ворожого моряка та попрямував на Трук («Чогей» та інші кораблі продовжували шлях та успішно досягли Куре).
20 листопада 1943-го американці розпочали операцію з оволодіння островами Гілберта. Хоча японці в підсумку так і не наважились протидіяти цій операції надводними кораблями, проте з 25 листопада по 7 грудня «Ямагумо» разом з двома іншими есмінцями супроводжував танкер «Ніппон-Мару», який здійснив рейс до Маршаллових островів і назад в очікуванні на можливий вихід головних сил.
11—16 грудня 1943-го «Ямагумо» та ще два есмінці супроводили з Труку до Сасебо 2 лінкори. А 20 грудня «Ямагумо» разом з іншим есмінцем повели з Йокосуки на Трук лінкор «Ямато». 25 грудня, вже на підході до пункту призначення останній, зазнав влучання торпедою з підводного човна. Хоча лінкор успішно досягнув того ж дня Трука, проте пошкодження змусили відправити його на ремонт до Японії.
З 30 грудня 1943 по 2 січня 1944 «Ямагумо» разом зі ще одним есмінцем та двома легкими крейсерами здійснили рейс з Трука до Кавієнга (друга за значенням японська база в архіпелазі Бісмарка на північному завершенні острова Нова Ірландія) та назад, а 19—22 січня 1944 «Ямагумо» разом з двома іншими есмінцями взяв участь в успішному проведенні конвою до Рабаулу, який, втім, складався лише з одного судна «Кокуйо-Мару». Невдовзі цей загін перейшов до Кавієнгу (друга за значенням японська база в архіпелазі Бісмарка, розташована на кількасот кілометрів далі від зони ворожих аеродромів), звідки есмінці 24 січня вирушили у транспортний рейс до Лоренгау на острові Манус (острови Адміралтейства). 25 січня вони повернулись у Кавієнг, після чого решта кораблів попрямувала на Трук, а «Ямагумо» залишився в архіпелазі та виконав кілька транспортних місій — 28 січня з Рабаула до Кавуву (Гавуву) на мисі Хоскінс (північне узбережжя Нової Британії дещо менш ніж за дві з половиною сотні кілометрів на південний захід від Рабаула) і 1—2 лютого знову до Лорегау, але з Рабаула. 3—4 лютого «Ямагумо» пройшов на Трук.
15—23 лютого 1944-го «Ямагумо» ескортував з Труку до Йокосуки транспорт «Асака-Мару» (можливо відзначити, що всього за кілька діб по їх виходу з Трука ця база буде розгромлена внаслідок рейду ворожого авіаносного з'єднання). По прибутті до Японії есмінець знову став на ремонт, під час якого, зокрема, одну установку головного калібру замінили на дві строєні установки 25-мм зенітних автоматів).
У наступні кілька місяців «Ямагумо» виконав цілий ряд завдань із ескортування надводних кораблів флоту. Так 29 березня — 7 квітня разом зі ще одним есмінцем він проескортував авіаносець «Дзуйхо» з Йокосуки на Гуам (Маріанські острови) і далі до Куре, а 11—16 травня «Ямагумо» та шість інших есмінців ескортували з Японії до Таві-Таві (у філіппінському архіпелазі Сулу поряд з нафтовидобувними районами острова Борнео) загін із 3 авіаносців, 3 легких авіаносців та 1 лінкора (японське командування готувалось до ворожої атаки на головний оборонний периметр імперії, який проходив через Маріанські острови, Палау та захід Нової Гвінеї, до того ж через дії американських підводних човнів на комунікаціях видавалось доцільним тримати флот ближче до районів видобутку нафти).
Кілька тижнів «Ямагумо» провів за патрульно-ескортною службою в районі Таві-Таві, а 10—12 червня разом зі ще 3 есмінцями та легким крейсером супроводив два найпотужніші японські лінкори до острова Бачан (біля південно-західного завершення значно більшого острова Хальмахера) в межах операції з прикриття доставки підкріплень на острів Біак (біля північно-західного узбережжя Нової Гвінеї), де наприкінці травня висадились союзники.
Втім, того ж 12 червня 1944-го американці розпочали операцію з оволодіння Маріанськими островами. Головні сили японського флоту вийшли для контратаки, причому кораблі з Бачану після переходу 13—16 червня приєднались до основного з'єднання. Під час битви 19—20 червня у Філіппінському морі «Ямагумо» разом зі ще 7 есмінцями та легким крейсером охороняв «загін В», основну силу якого становили 2 авіаносці та легкий авіаносець. У битві японці зазнали важкої поразки, а 22 червня «Ямагумо» прибув на острів Окінава (південна частина архіпелагу Рюкю).
23—26 червня 1944-го «Ямагумо» разом із двома іншими есмінцями пройшли з Окінави до Ґімарас (обернене до моря Сулу узбережжя Філіппінського архіпелагу), де певний час забезпечували охорону загону танкерів, а 29 червня прибули до Давао (південне узбережжя філіппінського острова Мінданао). З 1 по 14 липня «Ямагумо» та ті самі есмінці супроводжували лінкор «Фусо» з Давао до острова Таракан (центр нафтовидобувної промисловості біля східного узбережжя Борне), а потім у Японію (загін полишив Таракан 8 липня).
Через місяць «Ямагумо» повернувся до Південно-Східної Азії, коли 15—24 серпня 1944-го він та два інші есмінці супроводили з Японії до Сінгапура лінкор «Харуна».
У середині жовтня союзники розпочали операцію на Філіппінах і 18 жовтня головні сили японського флоту полишили розташовану поблизу Сінгапура якірну стоянку Лінгга. Вони пройшли через Бруней, після чого розділились на два з'єднання. «Ямагумо» увійшов до ескорту диверсійного загону адмірала Нісімури, який мав прямувати до району висадки союзників у затоці Лейте південним шляхом і відвернути на себе увагу ворожих сил. У ніч проти 25 жовтня загін Нісімури був повністю знищений у бою у протоці Сурігао. «Ямагумо» зазнав влучання щонайменше двома торпедами з есмінця «Мак-Дермут», на японському кораблі здетонували власні торпеди, після чого есмінець розломився навпіл та затонув за дві хвилини. Унаслідок швидкого розвитку катастрофи вціліло лише 2 члени екіпажу.